# Théorème de Kosnita

X(54) est le point de Kosnita du triangle ABC

En géométrie moderne du triangle, le théorème de Kosnita est une propriété de certains cercles associés à un triangle quelconque.
Soit {\displaystyle ABC} un triangle, {\displaystyle O} le centre de son cercle circonscrit et {\displaystyle O_{a},O_{b},O_{c}} les centres des cercles circonscrits des triangles {\displaystyle OBC}, {\displaystyle OCA} et {\displaystyle OAB} respectivement. Le théorème affirme que les trois droites {\displaystyle AO_{a}}, {\displaystyle BO_{b}} et {\displaystyle CO_{c}} sont concourantes. Ce résultat a été établi par le mathématicien roumain Cezar Coşniţă (ro) (1910-1962), mais aurait été d'abord remarqué par Joseph Neuberg dans son Mémoire sur le tétraèdre en 1884,.
Ce point de concours est depuis appelé point de Kosnita du triangle, nom donné par John Rigby, et le triangle {\displaystyle O_{a}O_{b}O_{c}} appelé triangle de Kosnita. Le nombre de Kimberling du point de Kosnita est {\displaystyle X(54)}.

## Propriétés
- Le point de Kosnita est le conjugué isogonal du centre du cercle d'Euler[5],[6]. Ses coordonnées trilinéaires sont donc les inverses de celle du centre du cercle d'Euler, soit :

{\displaystyle \mathrm {sec} (B-C):\mathrm {sec} (C-A):\mathrm {sec} (A-B)}
- On note KA, l'image du point de Kosnita par la symétrie d'axe (BC), et on construit de façon cyclique KB et KC. Ensuite, on construit KA', l'image du point de Kosnita par symétrie de centre le milieu de [KBKC], puis de même KB' et KC'. Alors (AKA') est perpendiculaire à (BC),  (BKB') est perpendiculaire à (CA), et (CKC') est perpendiculaire à (AB). On en déduit que les triangles ABC et KA'KB'KC' sont homologues par rapport à l'orthocentre du triangle de référence.

- Tout triangle et son triangle de Kosnita sont orthologiques.

## Extensions
Ce théorème est un cas particulier d'un théorème de Thanh Oai Dao sur six centres circonscrits associés à un hexagone inscriptible (dont les six sommets sont cocycliques,,,,,,).